# Ischiopsopha ritsemae
Ischiopsopha ritsemae är en skalbaggsart som beskrevs av Neervoort Van de poll 1886. Ischiopsopha ritsemae ingår i släktet Ischiopsopha och familjen Cetoniidae. Utöver nominatformen finns också underarten I. r. celebensis.